# 獨立評論人協會
獨立評論人協會（英語：Independent Commentators Association，縮寫：ICA，簡稱「評協」）於2014年成立於香港的獨立、非牟利時事評論人組織。協會宗旨是致力促進香港新聞自由和捍衛言論自由。協會由數十位資深媒體人、評論人士及學者發起。

## 會徽
會徽由著名設計師盧永強設計，意念是擁抱自由，頂天立地，不偏不倚，並用協會英文縮寫「ICA」三個字來做骨幹。

## 成員
協會召集人為浸會大學新聞系講師呂秉權。

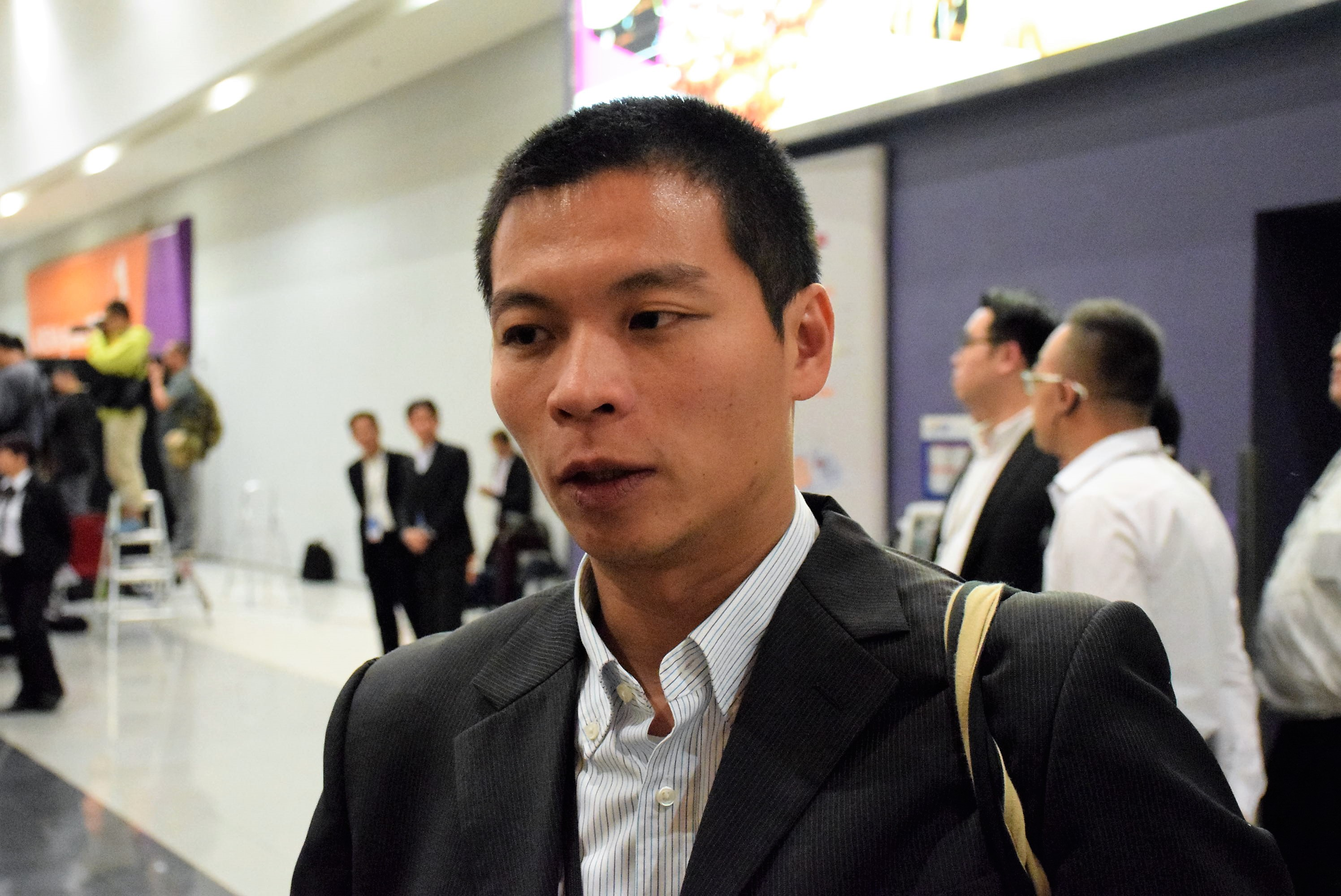
協會召集人呂秉權

成員有三十多名，包括前公務員事務局局長王永平、資深媒體人程翔、節目主持人李慧玲、政論節目主持人李鵬飛、原CNN評論員林和立、記協主席岑倚蘭、商台主持潘小濤、政治學者馬嶽、蔡子強等人。
會員申請入會時需由協會內五名資深評論人組成的輪選委員會作出篩選。

## 事件

### 控告三聯書店及余非誹謗
2015年，《「佔中」透視》作者余非，於書中指召集人呂秉權「另一身份是由美國NED資助的獨立評論人協會的成員」，才會發表偏袒更或支持「佔領中環」的評論。協會其後發表聲明，指評協收入只來自約30名會員的會費、到學校作講座的講員費及賣書維持收入，亦不收取捐款。否認收受來自美國的資金捐獻。聲明亦要求對方在發出聲明七日內，在兩份《明報》及《蘋果日報》報章刊登聲明撤回言論及道歉；並要求出版商三聯書店將書回收，並將有關段落刪除後才可發行。但三聯書店及余非拒絕道歉。最後，協會入稟高等法院，控告出版商及余非誹謗。2021年3月29日，高等法院裁定余非一方敗訴，頒令不得再發布涉案誹謗字句，並須賠償協會25萬元。

### 香港記者遭暴力對待
2018年5月，因香港記者於中国大陆採訪時，一週內遭受兩次暴力對待，協會召集人呂秉權出面要求香港特別行政區政府公開譴責。

### 香港警務處搜查壹傳媒大樓事件
2020年8月，香港警務處國家安全處以涉嫌觸犯《港區國安法》搜查壹傳媒大樓並拘捕多人，包括黎智英。期間拒絕香港電台、立場新聞和路透社進行採訪。協會與另外七間傳媒組織發聯合聲明，指警員搜查記者座位，包括個人物品，屬侵犯私隱，「漠視搜查傳媒機構必須有凌駕性的公眾利益」，擔心將會引起寒蟬效應，削弱傳媒的第四權。而警方只揀選一些「本地、規模較大、過往警方行動中沒對警方帶來阻礙和威脅」的傳媒進入採訪區，聲明指警察公共關係科的做法與篩選傳媒無異，嚴重踐踏新聞自由。

## 外部網址
- 獨立評論人協會的Facebook專頁